# Сук (рынок)

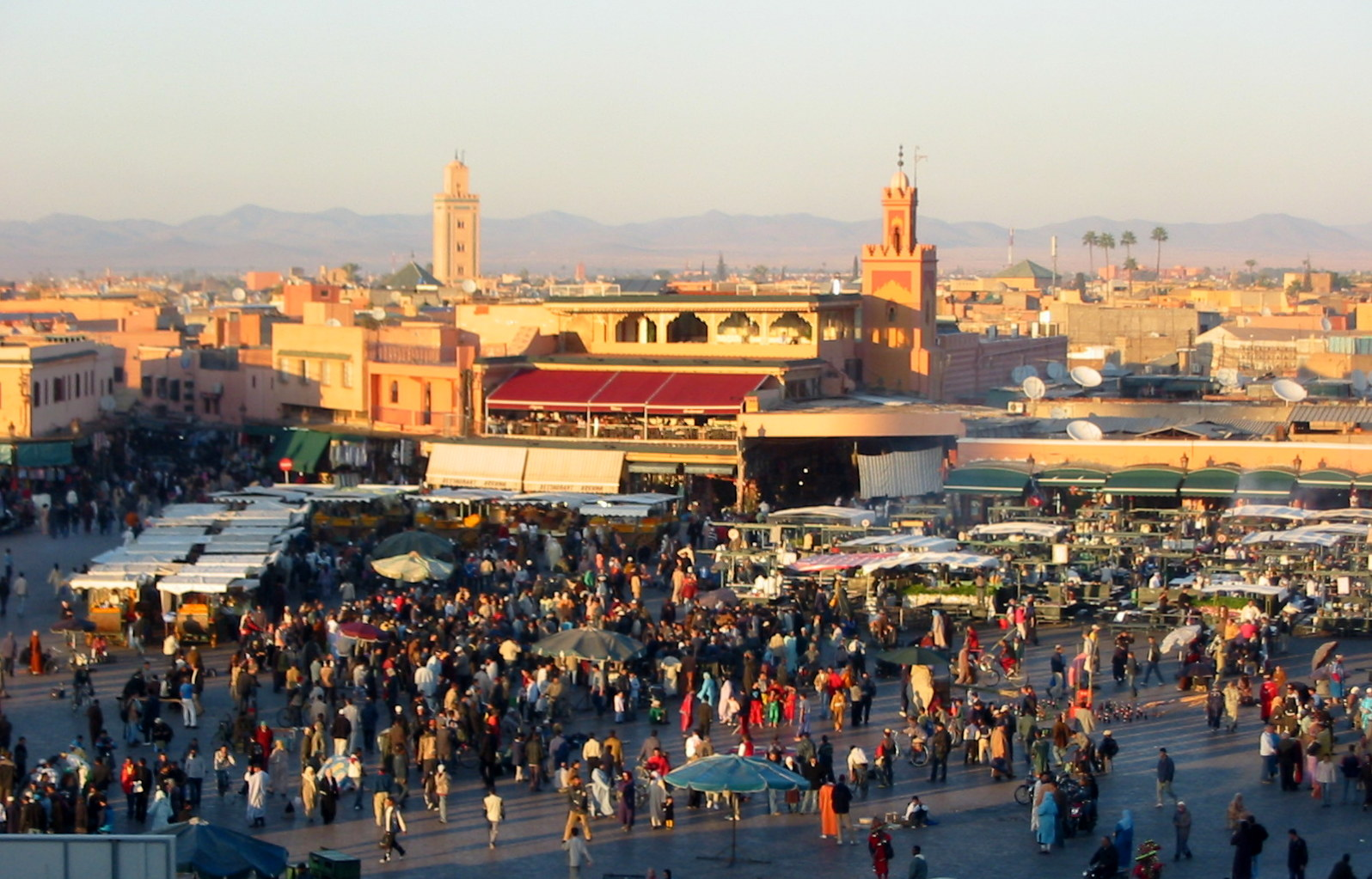
Площадь Джема аль-Фна в Марракеше переходит в соук

Соук (араб. سوق‎, soūq) — торговая часть и коммерческий центр города в арабских странах. Рынок в любом арабском, берберском, а иногда и европейском городе. Синонимичен персидскому «базар».
Соуком также называют произвольный еженедельный рынок в небольших городах, когда объявляется перемирие между племенами для торговли излишками товаров. В современном литературном арабском языке слово «соук» используется как термин для обозначения как рынка в буквальном смысле, так и рынка как экономического понятия.
Кроме основного рынка почти в каждом квартале города имеется свой маленький соук.
Изначально соук устраивался в некотором отдалении от города на караванном пути, куда свозились товары одного или нескольких караванов. Время соука также было периодом празднований и развлечений, когда перед народом выступали артисты, рассказчики сказок, поэты и танцоры. Такие сезонные рынки и в наши дни выполняют, кроме прочего, эту культурную функцию.
Со временем, с ростом городов, значение рынков увеличилось и их стали обустраивать как постоянные базары уже в центре города. Большой соук делится на несколько маленьких специализированных рынков. Например, золотой, текстильный, соук пряностей и другие.

## Определение
Название аналогично персидскому слову «базар», также так называют свободный еженедельный рынок в небольших городах, когда объявлялось перемирие между племенами для торговли излишками товаров. В современном литературном арабском языке слово «соук» используется как термин для обозначения как рынка в буквальном смысле, так и рынка в экономическом понятии.
Кроме основного рынка почти в каждом квартале арабского города есть свой маленький соук.

## Структура
На типичных улицах соука доминируют мелкие лавочки, склады и мастерские ремесленников. Вместе соук является центром внешней торговли и финансового и кредитного обращения. Здесь широко представлены заведения сферы услуг и обязательные мечети. Соук организован таким образом, что продавцы определенного вида товара собираются более-менее в одном городе, их склады размещены как можно ближе к магазинам. Типичным для соуков являются центральные сооружения в виде караван-сараев. Это обычно многоэтажные дома с закрытым внутренним двором. В типичном соуку более «благородные» лавочки, например мастеров ювелирных украшений, располагаются по центру или в самых оживленных местах. Большинство соуков является закрытыми сооружениями.

## История

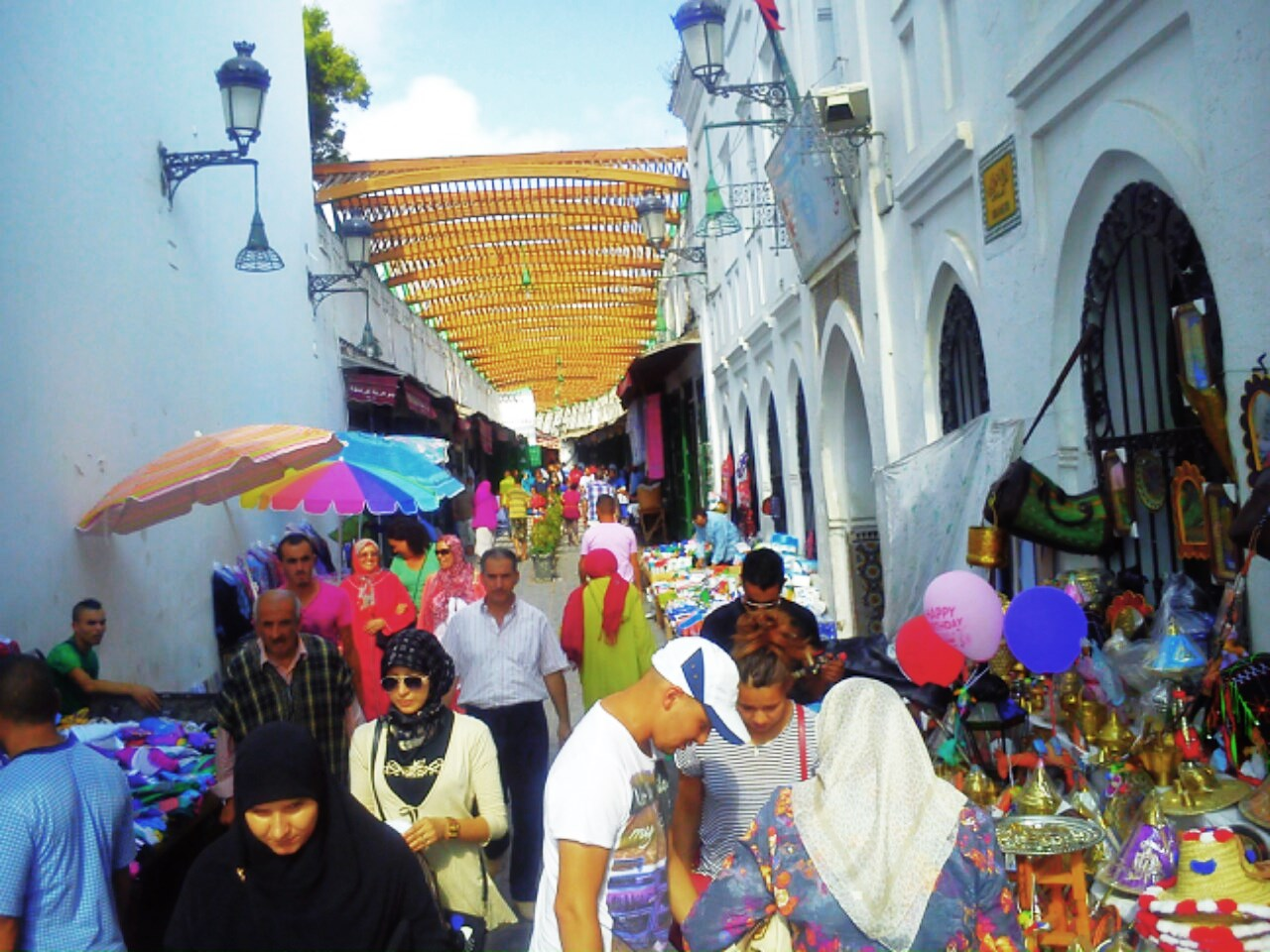
Соук в Тетуане, Марокко

Сначала соук устраивался на определенном расстоянии от города, где проходили чаще караваны, куда свозились товары. Период проведения соука был временем празднеств и развлечений, когда перед народом выступали артисты, сказочники, поэты и танцоры. Такие сезонные рынки до сих пор устраиваются.
С ростом городов, значение рынков увеличилось, поэтому их стали обустраивать как постоянные базары уже в центре города. Большой соук делится на несколько маленьких особых рынков. Например, золотой, текстильный, пряности и другие.
В начале XX века соуки стали все больше терять своё значение и со временем превратились в дешевое место проживания для эмигрантов. Восточный колорит и экзотичность соуков привлекали туристов, что привело к восстановлению и реставрации многих заброшенных соуков, которые стали туристической визиткой многих арабских городов.
С ростом значения туризма произошла и постепенная смена ассортимента соуков, где предлагают преимущественно фольклорные сувениры, дорогие товары и модные кожаные изделия. Представители традиционных ремесел все больше подгоняют свои товары к интересам и вкусам западных туристов.

## Галерея

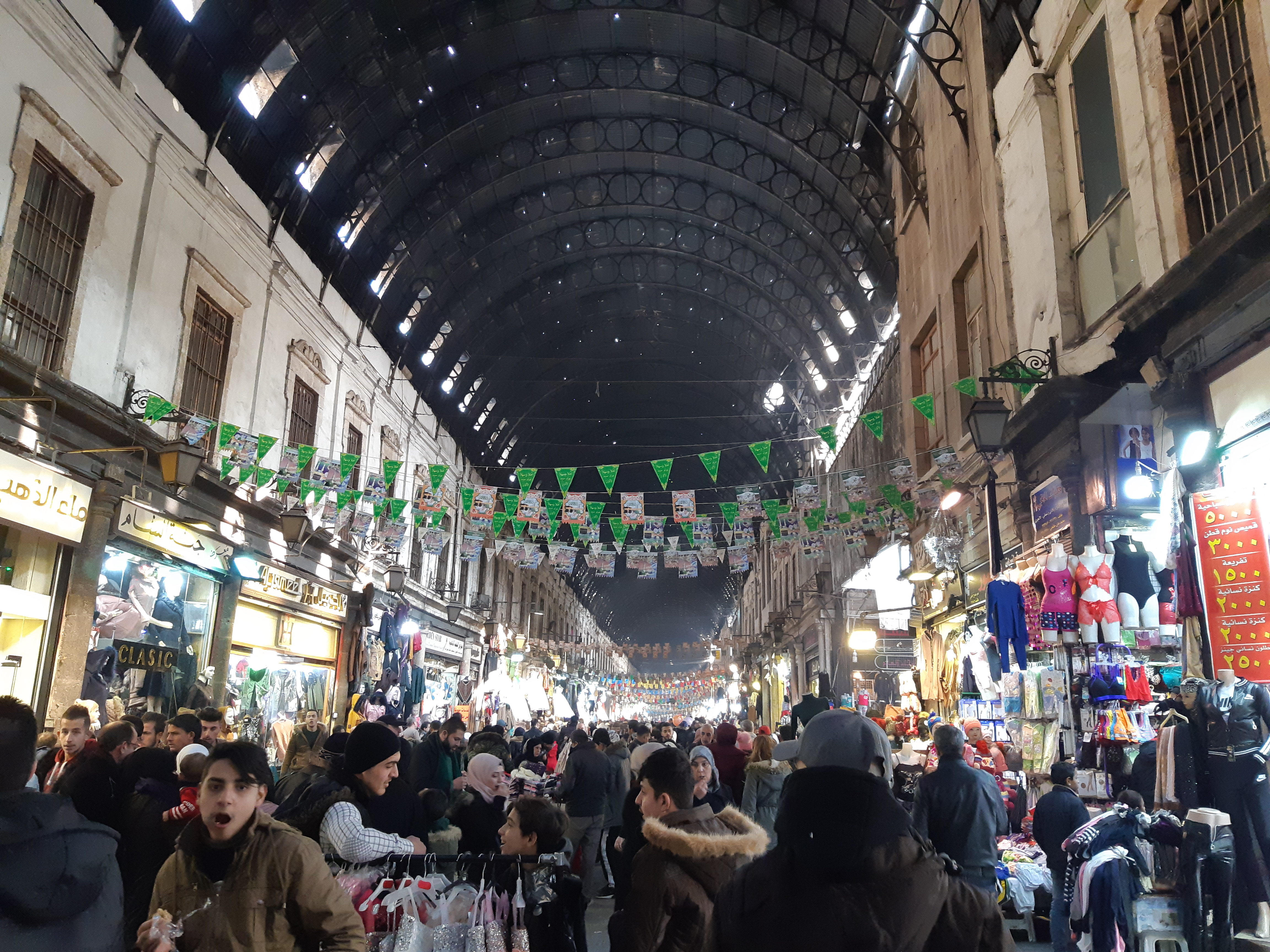
Соук в Дамаске
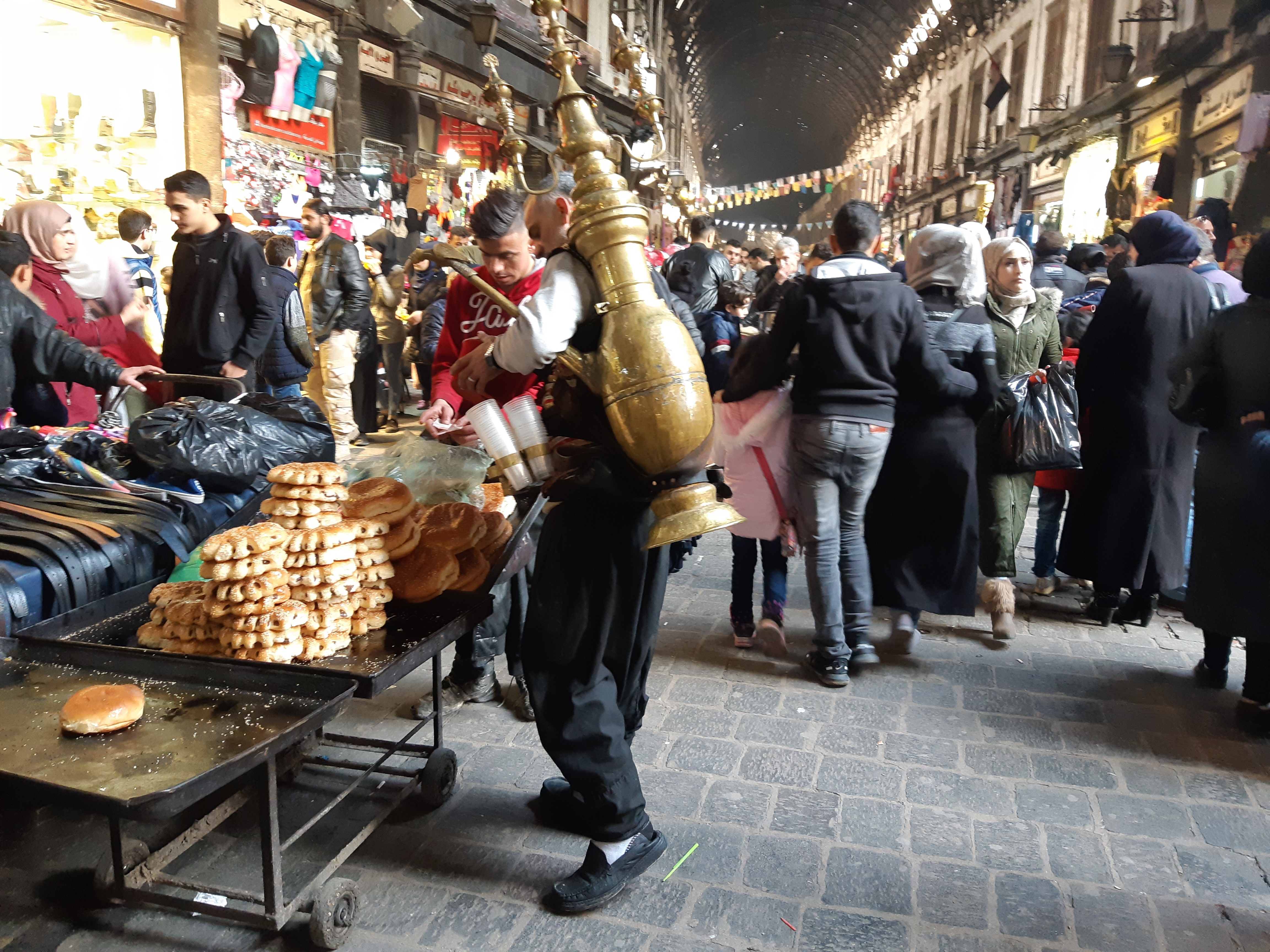
Соук Эль Хамидия
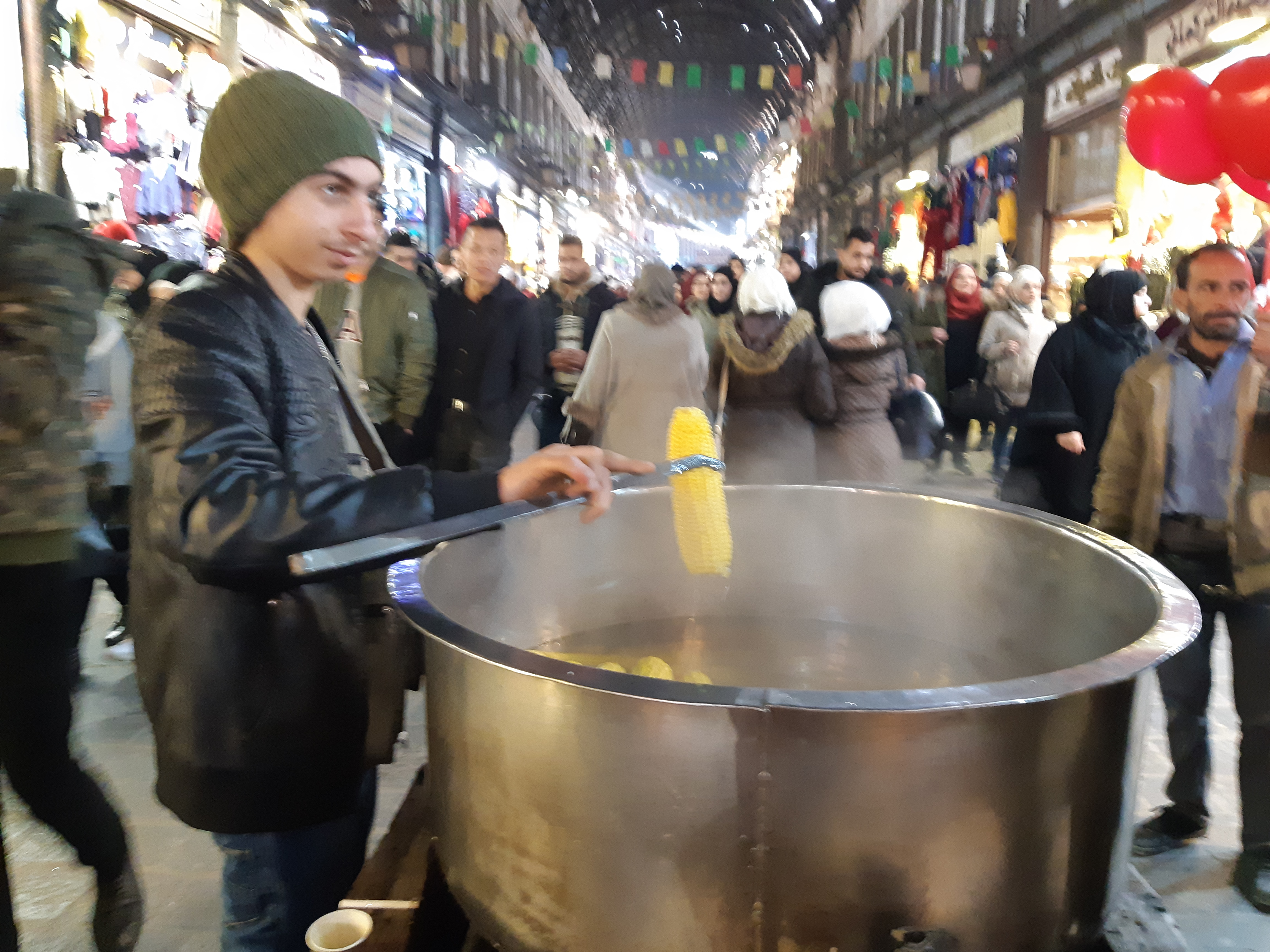
Продажа кукурузы в соуке
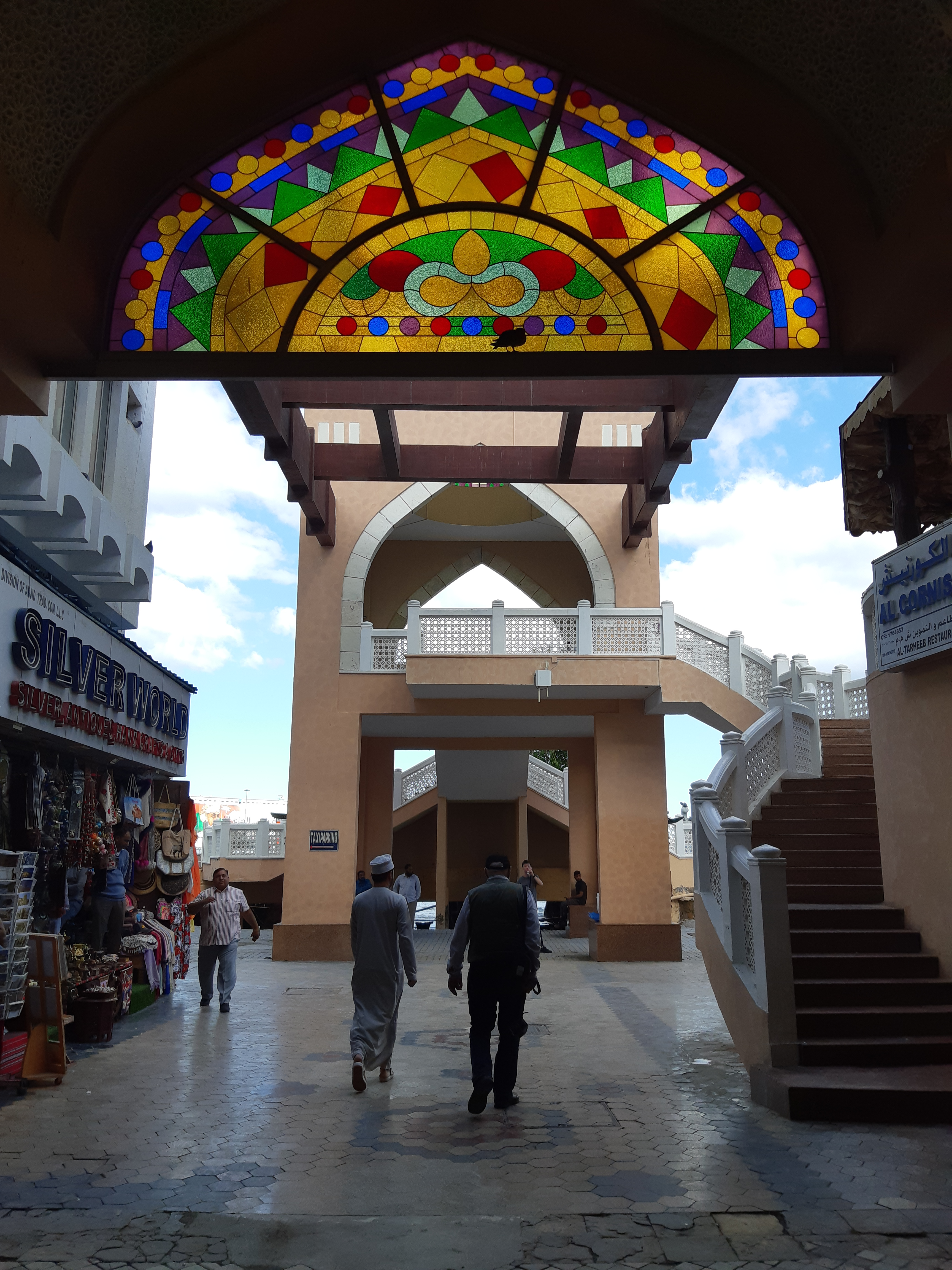
Вход в соук (Матрух, Оман)
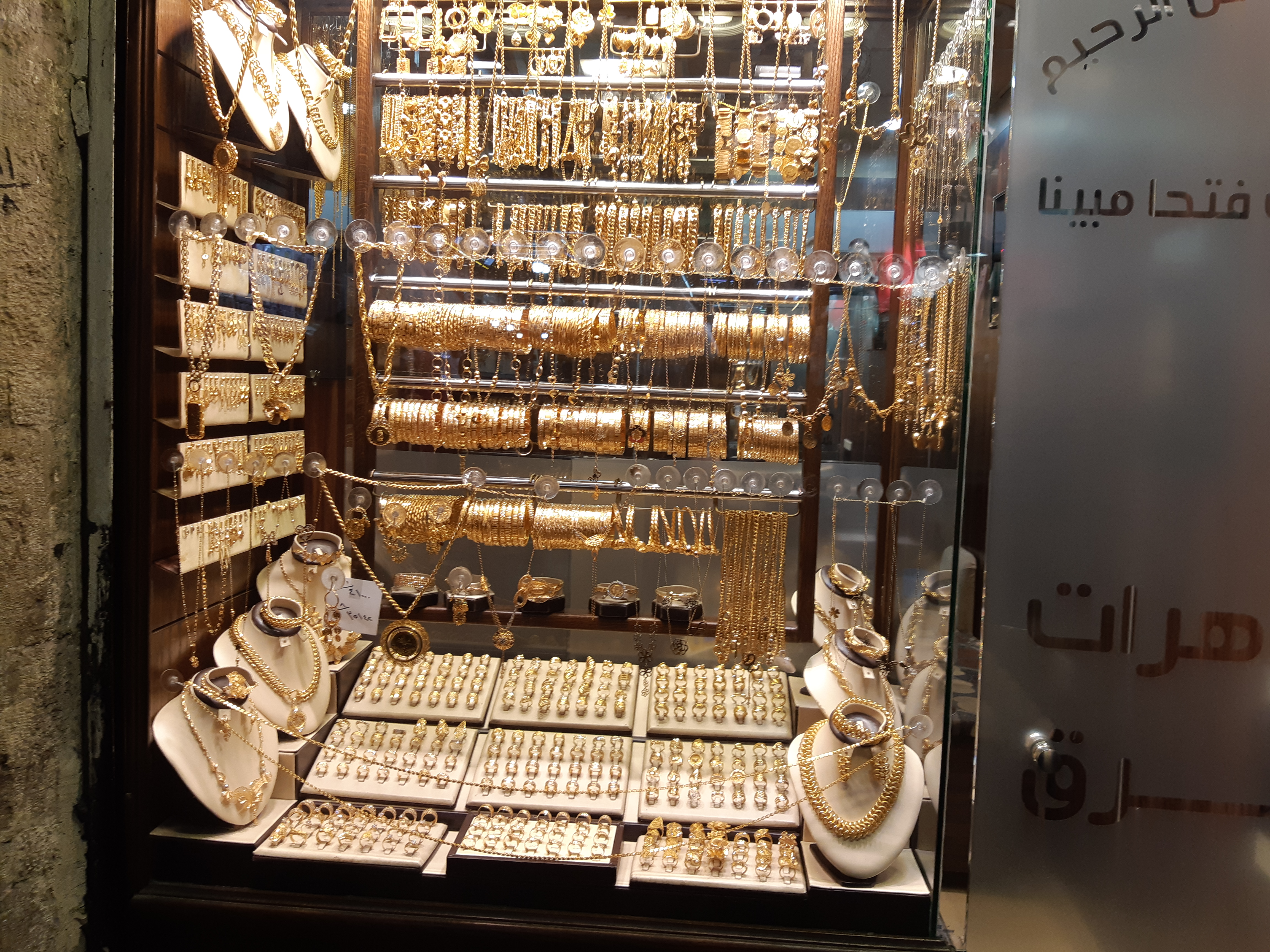
Витрина с золотыми украшениями
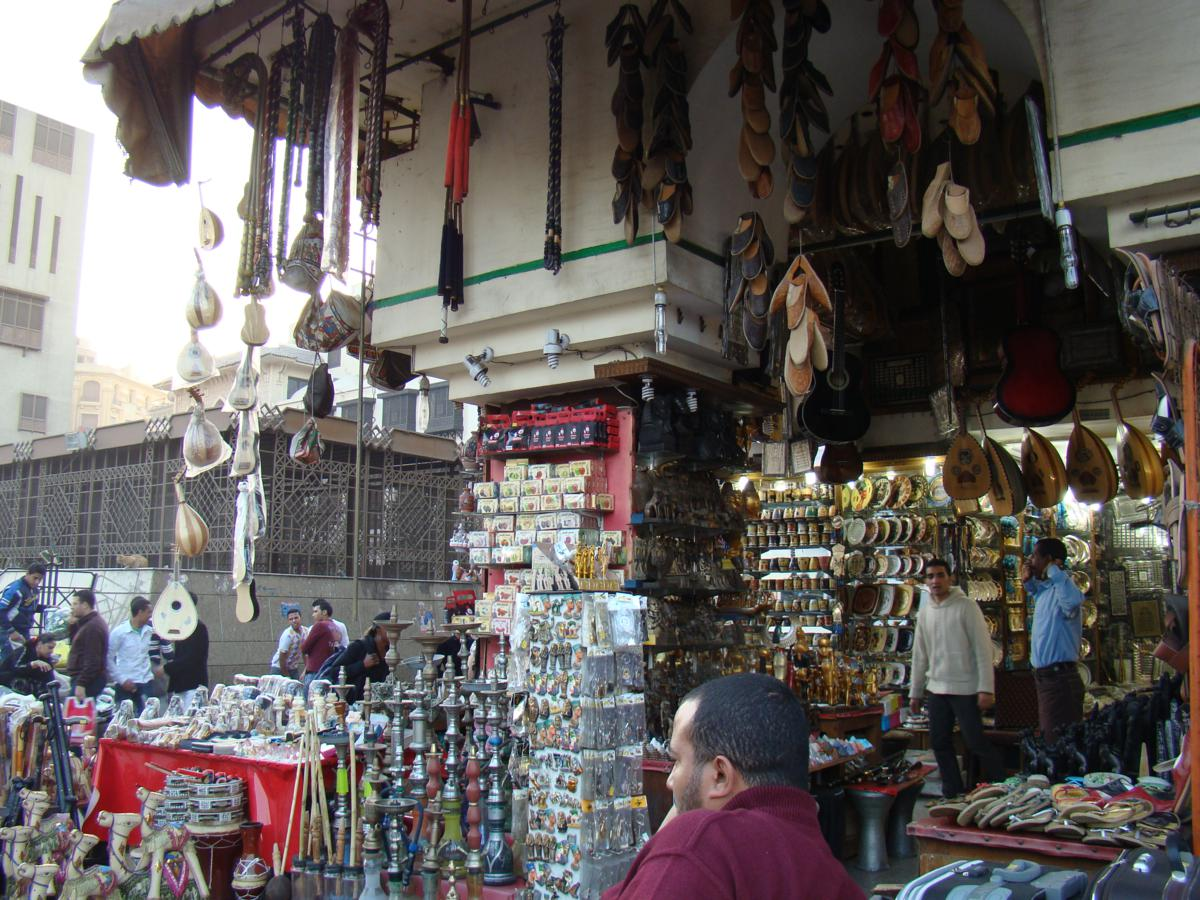
Соук в Каире
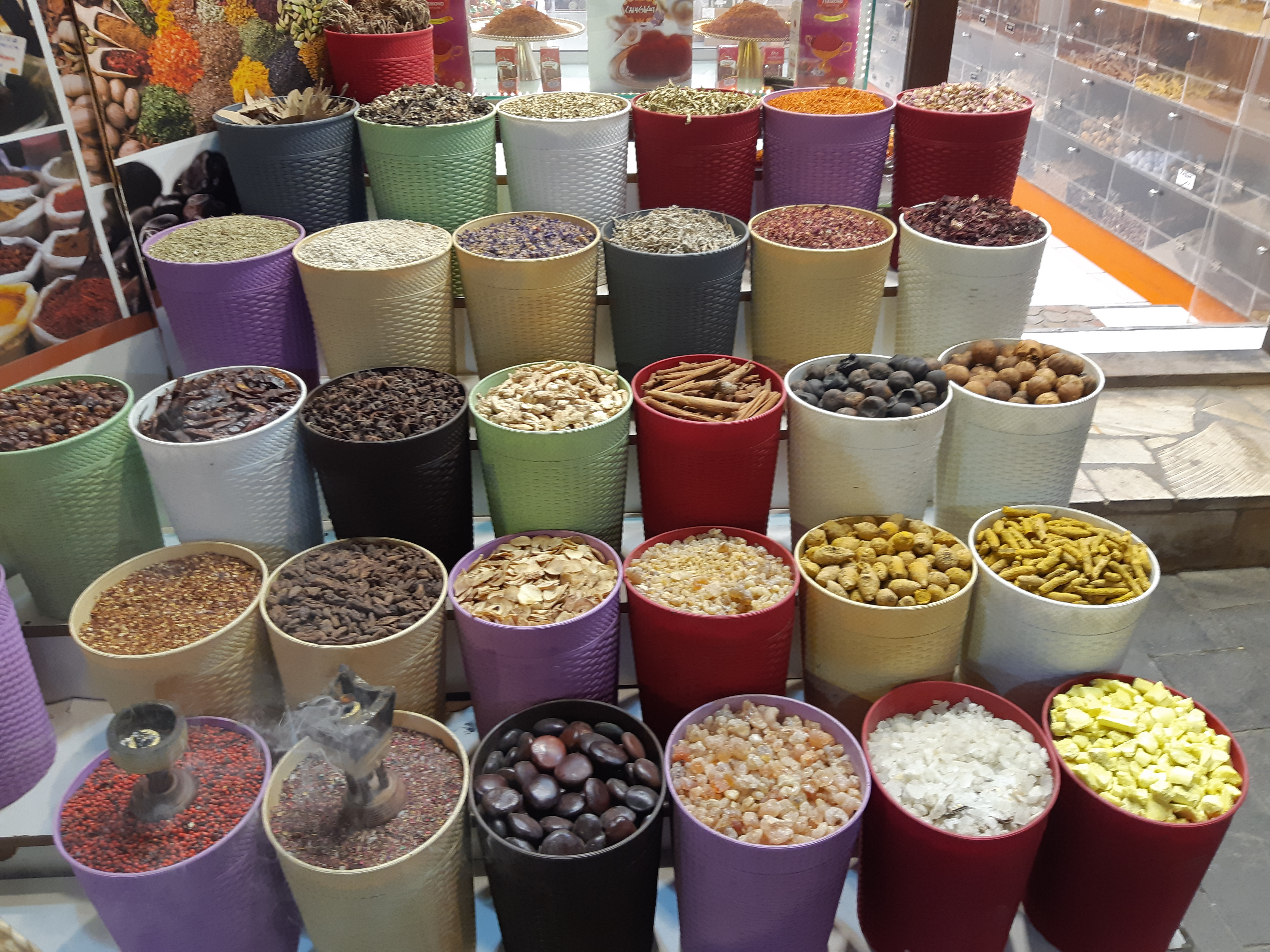
Витрина с сухофруктами
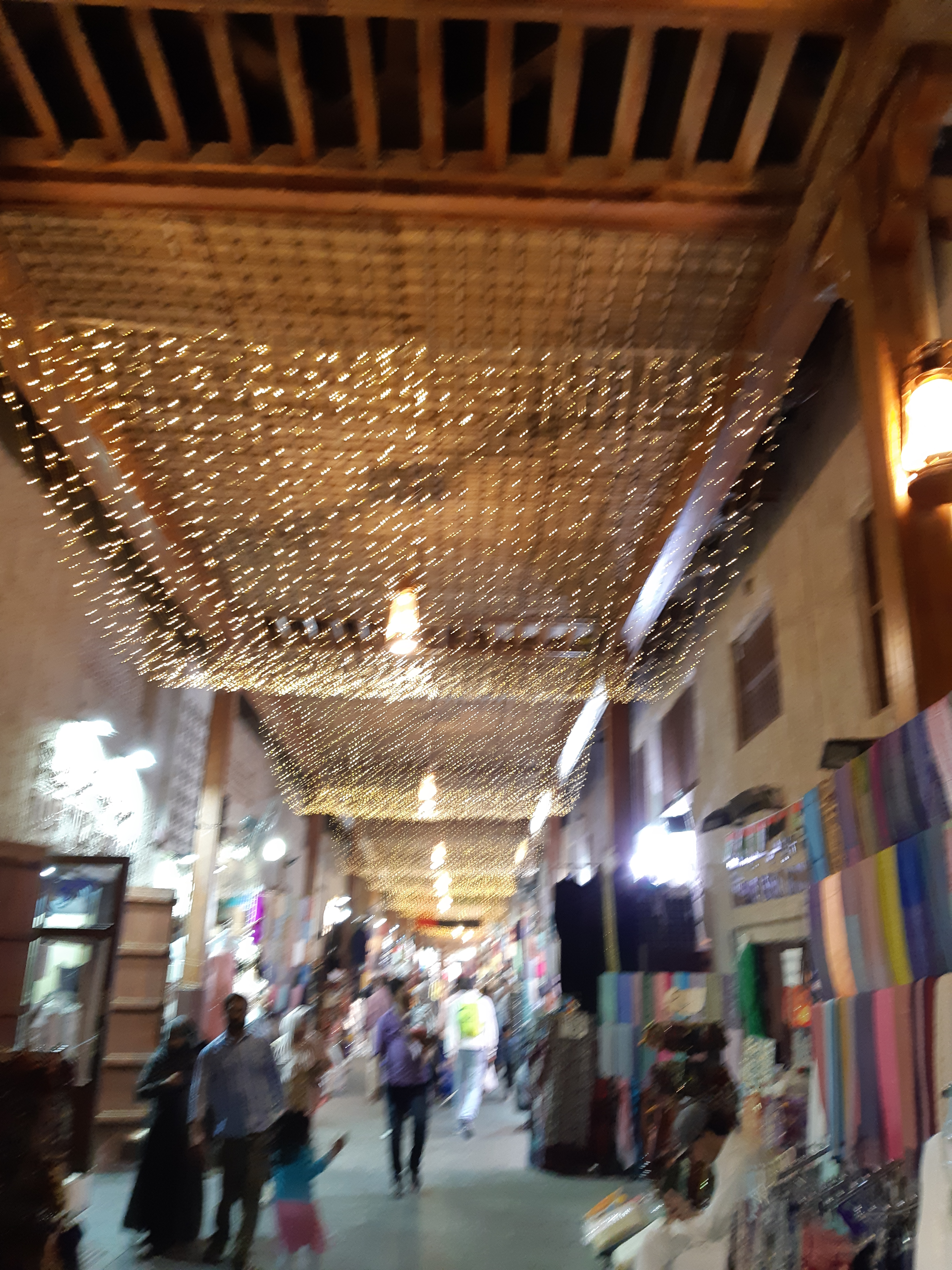
Соук в Дубае